# Rue Ozanam
La rue Ozanam est une rue du quartier des pentes de la Croix-Rousse dans le 1er arrondissement de Lyon, en France.

## Situation et accès
La rue commence boulevard de la Croix-Rousse, en face de la mairie du 4e arrondissement, et se termine montée Lieutenant-Allouche. Elle est traversée par les rues de Crimée et de l'Alma. La circulation se fait dans le sens de la numérotation et à double-sens cyclable avec le stationnement d'un seul côté. On trouve aussi un stationnement cyclable à l'angle de la rue de Crimée.

## Origine du nom
Frédéric Ozanam (1813-1853) fait ses études au collège-lycée Ampère et se marie le 23 juin 1841 à l'église Saint-Nizier. Il est un professeur de littérature étrangère à la Sorbonne et fondateur de la société de Saint-Vincent-de-Paul.

## Histoire
Sur les pentes de la Croix-Rousse, il y avait autrefois de vastes propriétés connus sous le nom de clos. En 1823, une société d'actionnaires entreprend de créer un nouveau quartier dans le Clos Riondel.
Les différents propriétaires créent des rues et en font don à Lyon en 1853 à la condition que la ville prennent en charge les frais de pavage et d'éclairage des rues ainsi que tout travaux nécessaires à leurs améliorations.
La rue porte au départ le nom de petite rue du Clos-Riondel ; elle prend son nom actuel le 30 avril 1858 par décision du conseil municipal.